# Kraft Heinz
The Kraft Heinz Company est une entreprise agroalimentaire américaine spécialisée dans la nourriture industrielle. Il est issu de l'acquisition de Kraft Foods par Heinz en 2015.
Le groupe contrôle des marques comme Kraft, Heinz, ABC, Capri Sun, Classico, Jell-O, Kool-Aid, Lunchables, Maxwell House, Philadelphia ou Weight Watchers.
Les 3/4 de son chiffre d'affaires de Kraft viennent d'Amérique du Nord.
Son siège social se compose de deux succursales, l'une est située à Chicago dans l'Illinois (dans l'Aon Center), l'autre à Pittsburgh en Pennsylvanie.

## Histoire
En mars 2015, Kraft Foods et Heinz annoncent leur fusion dans une nouvelle entité détenue à 51 % par les actionnaires de Heinz (3G Capital et Berkshire Hathaway) et à 49 % par les actionnaires de Kraft Foods. La fusion est concomitante d'un dividende extraordinaire de 10 milliards de dollars versé par les actionnaires de Heinz,,.
En août 2015, le groupe annonce la suppression de 2 500 postes, soit environ 5 % de sa masse salariale, dont 700 emplois au siège de Kraft Foods dans l'Illinois.
En février 2017, Kraft Heinz annonce son intention d'acquérir Unilever pour 143 milliards de dollars mais renonce juste après.
En octobre 2018, Kraft Heinz annonce la vente d'une partie de ses activités en Inde, dont les marques Complan et Glucon-D pour 630 millions de dollars à Zydus Wellness et Cadila Healthcare.
En novembre 2018, Kraft Heinz annonce la vente de certaines de ses activités fromagères au Canada à Parmalat (appartenant au français Lactalis), incluant les marques Cracker Barrel, P’tit Québec et aMOOza, pour un montant de 1,23 milliard de dollars.
En mars 2019, Kraft Heinz annonce une dépréciation d'actif de 15,4 milliards de dollars. Lors de la conférence de presse, Kraft Heinz Co. a annoncé des résultats retraités comportant des irrégularités dans ses procédures comptables et ses contrôles internes.
En septembre 2020, Lactalis annonce l'acquisition des activités fromagères de Kraft Heinz, sauf la marque Philadelphia, activités présentes sur 3 sites industriels et représentant 750 salariés, pour 2,7 milliards d'euros.
En février 2021, Kraft Heinz annonce la vente de ses activités à fruits à coque à Hormel Foods pour 3,35 milliards de dollars.

## Actionnaires
Liste des principaux actionnaires au 9 mars 2022 :
| Actionnaire                                             | %      |
| ------------------------------------------------------- | ------ |
| Berkshire Hathaway                                      | 26,6 % |
| 3G Capital Partners                                     | 15,1 % |
| The Vanguard Group                                      | 4,33 % |
| SSgA Funds Management                                   | 2,61 % |
| Capital Research & Management (International Investors) | 1,50 % |
| BlackRock Fund Advisors                                 | 1,23 % |
| en:Alexandre Van Damme                                  | 1,15 % |
| en:Geode Capital Management                             | 1,12 % |
| Franklin Mutual Advisers                                | 1,12 % |
| Capital Research & Management (Global Investors)        | 1,11 % |